# Антон Касабов
Антон Касабов (на английски: Anton Kasabov) е български и американски актьор и модел.

## Биография
Антон Касабов започва да се занимава с бойни изкуства на 13-годишна възраст. На 21 години заминава за Ню Йорк. През 1997 г. се установява в Лос Анджелис, за да се опита да постигне мечтата си да стане професионален актьор. Изкарва двегодишна програма при Джоан Берън и Ди Браун по актьорско майсторство. Днес има школата по таекуондо в градчето Манхатън Бийч (недалеч от Града на ангелите), където се обучават от 3-годишни деца до двойка мъж и жена, прехвърлили 75 години. 3 пъти световен шампион по бойни изкуства (1996, 2000 и 2005), 5 пъти европейски шампион на Таекуондо, 8 пъти US National таекуондо и шампион по бойни изкуства (1996 – 2004), 5 пъти е Български национален шампион на турнири Отворени Бойни изкуства (1990 – 1995). Повече от 45 златни и сребърни медали от международни Бойни изкуства.

## Филмография
- Tekken (Lead, Directed by Dwight H. Little)
- Rush Hour 3 (Supporting, Directed by Brett Ratner)
- Way of the Tiger (Lead, Directed by Christopher Salzberger)
- Falling Stars (Lead, Directed by Yanush Svenson)
- El Norteno (Supporting, Telemundo)
- The Mafia Type (Supporting, Directed by JD Ferrentino)

## Телевизия
- The Talent Agency (Lead, UPN)
- Mortal Combat (Lead, MTV)
- Good Day LA (Guest Star, FOX)
- Chang Family Saves The World (Guest Star/Pilot, ABC)
- Samurai (Lead, BTV)
- 20 Teaching Tae Kwon Do (Lead, Grand Master Hee II Cho)